# Batalla de Huamantla
La batalla de Huamantla fue un enfrentamiento armado de la Intervención estadounidense en México que obligó al ejército mexicano a levantar el Sitio de Puebla. 

## Antecedentes
El mismo día en que cayó en poder de las fuerzas estadounidenses del Gral. Winfield Scott la Ciudad de México, las fuerzas mexicanas iniciaron el Sitio de Puebla con el fin de intentar cortar la línea de suministros de Scott y así continuar la lucha. Menos de un mes después, una columna de refuerzos se organizó y marchó a Puebla, bajo el mando del General Joseph Lane. Las fuerzas mexicanas por su parte esperaban refuerzos también, mismos que se desplazaron a Puebla bajo el mando de Antonio López de Santa Anna, quien recientemente había renunciado a la presidencia.

## Batalla
El 8 de octubre de 1847, Lane envió espías que se enteraron de que las fuerzas de Santa Anna se encontraban acampando cerca de Huamantla, a 25 kilómetros de Puebla. Al día siguiente, el 9 de octubre, Lane ordenó una avanzada llevada a cabo por el cuerpo de vanguardia de los Rangers de Texas en virtud del Capitán Samuel Hamilton Walker que llegó a la ciudad y observó una fuerza de aproximadamente 2000 lanceros mexicanos. Una combinación de soldados regulares y guerrilleros partieron en dos a las fuerzas de Walker, una mitad huyó hacia donde se aproximaba Lane y la otra (al mando de Walker), se adentró a la plaza del pueblo. Ahí encontró unas piezas de artillería mexicana que pensó habían sido abandonadas pero eran solo una trampa. Un ataque inesperado de lanceros comenzó a matar a los soldados de Walker que se encontraban saqueando el pueblo y estaban totalmente desorganizados. A la cabeza de sus Rangers, Walker intentó expulsar a los mexicanos de la ciudad, pero Santa Anna encabezó un contraataque que detuvo a los Rangers. Walker murió por las fuerzas del capitán Eulalio Villaseñor y la guerrilla del padre Celedonio Domeco de Jarauta. Por alrededor de una hora, los Rangers Texanos lucharon desesperadamente tratando de mantener la posición que tenían en la ciudad, muchos de los cuales buscaron refugiarse dentro de la iglesia, cuando el resto de la infantería del General Lane llegó, atacó y expulsó a las fuerzas de Santa Anna. Aun así, cuando Lane oyó hablar de la muerte de Walker se dirigió a sus tropas y ordenó el saqueo y quema de Huamantla. Los estadounidenses abandonaron la posición pero la pérdida de soldados y víveres del ejército mexicano impidió la persecución, por lo que el ejército de Joseph Lane llegó a Puebla y expulsó a las fuerzas mexicanas que la sitiaban.

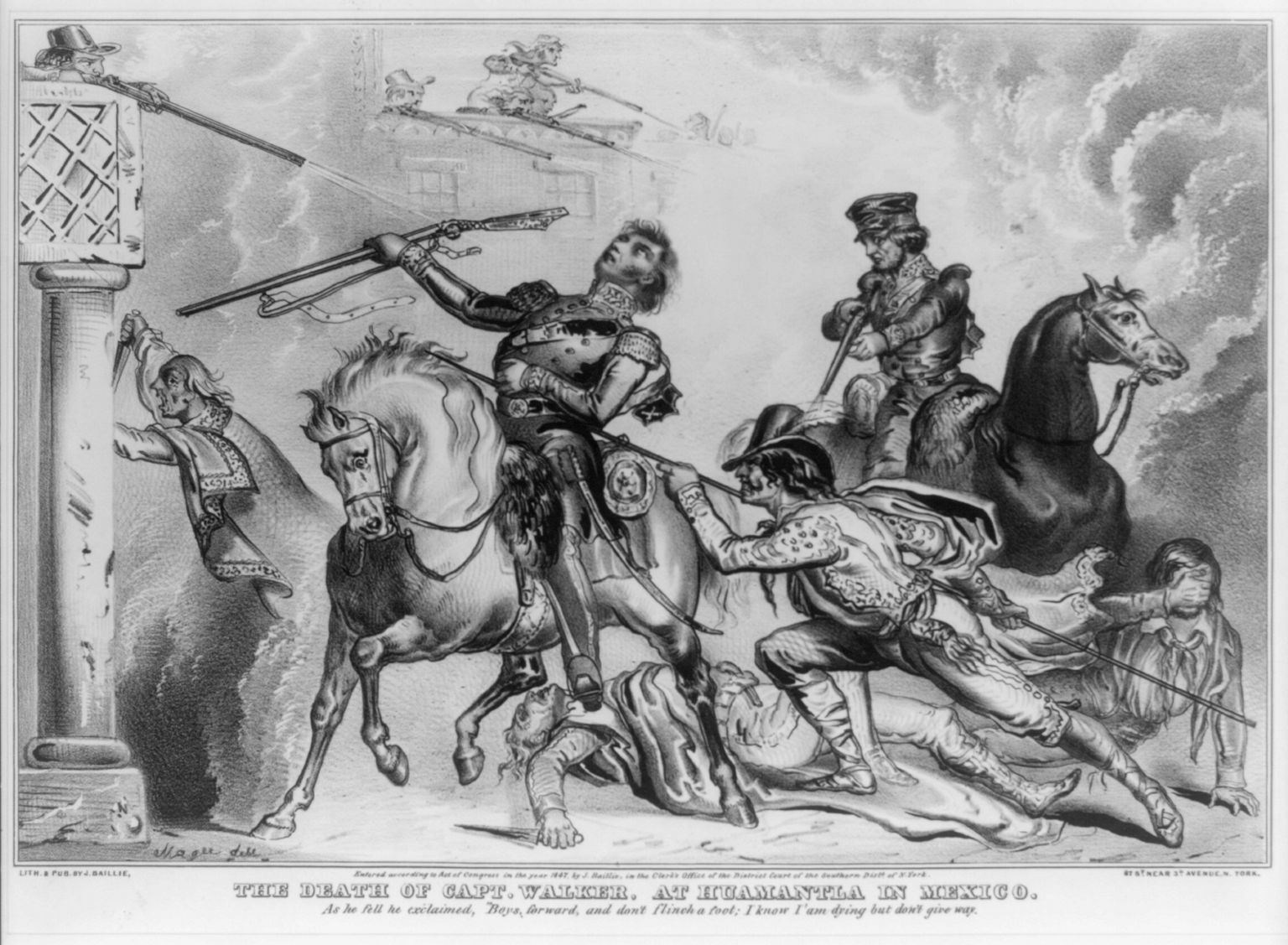
Muerte del Capitán Samuel Hamilton Walker.

## Consecuencias
La batalla aún no estaba decidida y Santa Anna esperaba dar un último golpe para vencer al ejército de Lane; pero llegó una orden, proveniente del nuevo gobierno mexicano dirigido por Manuel de la Peña y Peña que destituía a Santa Anna y le otorgaba el mando del ejército al general Reyes, Antonio López de Santa Anna se enfureció al enterarse de esta orden, en especial porque podía aún ganarse esa batalla, pero tuvo que dejar el mando y el general Reyes se retiró del sitio. Santa Anna inclusive pensó dar un golpe de Estado pero desiste rápidamente y escapa del país tras enterarse de que lo someterán ante una Corte Marcial. Tres días después de la batalla, el General Joseph Lane plantea el asedio de la ciudad de Tlaxcala. Lane siguió organizando redadas en contra de las guerrillas mexicanas que asesinaban a soldados estadounidenses que se encontraban en solitario o en grupos pequeños.